# 生ける人形 (1929年の映画)
『生ける人形』（いけるにんぎょう）は、1929年に公開された内田吐夢監督の日本のサイレント映画。
大阪朝日新聞に連載された片岡鉄兵の同名小説が原作であり、1976年に、テレビドラマでリメイクされた。
現在はフィルムは紛失しており、観賞することはできない。

## スタッフ
- 監督 - 内田吐夢[1]
- 脚本 - 小林正[1]
- 原作 - 片岡鉄兵 小説『生ける人形』[2]
- 撮影 - 松沢又男[1]

## キャスト
- 小杉勇 - 瀬木大助[2]
- 入江たか子 - 組川弘子[2]
- 築地浪子 - 梨枝子[2]
- 三桝豊 - 繁本社長[2]
- 高木永二 - 青原代議士[2]
- 鈴木三右衛門[3][4]
- 大崎史郎[3][4]
- 谷幹一[3][4]
- 竹村鉄二[3][4]
- 村田宏寿[3][4]
- 榊田敬二[3][4]
- 西沢武男[3][4]
- 東勇路[3][4]
- 土井平太郎[3][4]
- 瀬良章太郎[3][4]
- 津島ルイ子[3][4]

## 受賞歴
- 1929年度 第6回キネマ旬報賞
  - 日本映画ベスト・テン4位 『生ける人形』（内田吐夢監督）[5]

## テレビドラマ
- 1976年1月24日 20:00 - 21:10、NHK『土曜ドラマ』で放送。出演は高橋英樹、関根恵子、安田道代、田武謙三[6]。